# Belgio ai II Giochi olimpici invernali
Il Belgio partecipò ai II Giochi olimpici invernali, svoltisi a Sankt Moritz, Svizzera, dall'11 al 19 febbraio 1928, con una delegazione di 25 atleti impegnati in tre discipline.

## Medaglie

### Per discipline
| Sport                 | Oro | Argento | Bronzo | Totale |
| --------------------- | --- | ------- | ------ | ------ |
| Pattinaggio di figura | 0   | 0       | 1      | 1      |
| Totale                | 0   | 0       | 1      | 1      |

### Medaglie
| Medaglia | Atleta               | Sport                 | Evento                         |
| -------- | -------------------- | --------------------- | ------------------------------ |
| Bronzo   | Robert Van Zeebroeck | Pattinaggio di figura | Pattinaggio di figura maschile |